# Hellenocarum multiflorum
Hellenocarum multiflorum är en växtart i släktet Hellenocarum och familjen flockblommiga växter.
Arten är en perenn ört som förekommer i Albanien, Grekland, Cypern och Turkiet. Den beskrevs först som Athamanta multiflora av James Edward Smith 1806, och fick sitt nu gällande namn av Hermann Wolff 1927.